# Пью, Алессандро
Алессандро Пью (итал. Alessandro Piu; 30 июля 1996 года, Удине, Италия) — итальянский футболист, играющий на позиции нападающего за клуб «Эмполи», выступающий на правах аренды за «Пистойезе».

## Клубная карьера
Воспитанник «Эмполи», находится во франшизе с 13 лет. В 2015 году стал подтягиваться к основной команде. 24 сентября 2015 года дебютировал в Серии А в поединке против «Аталанты». Он вышел в стартовом составе и был заменён после перерыва на Марко Ливаю. Всего в чемпионате 2015/2016 года сыграл в 10 поединках, голами не отмечался, будучи основным игроком замены.
В январе 2019 года Пью отправился в аренду в «Пистойезе».

## Карьера в сборной
Алессандро один из самых активно привлекающихся игроков в юношеские и молодёжные команды Италии. Прошёл сборные всех возрастов. 13 ноября 2015 года дебютировал в молодёжной сборной Италии против молодёжи Сербии.

## Стиль игры
Алессандро — игрок линии атаки, который способен сыграть на позиции плеймейкера. Отлично видит поле, обладает техникой и плотным дальним ударом.